# Grieken zijn geen goden
Grieken zijn geen goden  zijn reisimpressies van de Nederlandse schrijver A. den Doolaard. Het boek kwam uit in 1960 en heeft als basis een vijftal reizen van de auteur in Griekenland. Op één reis trok hij 9 weken op met de bekende fotograaf Cas Oorthuys. Van de vele foto’s die het boek bevat is alleen die naast pagina 64 gemaakt door Cas. De overige foto’s maakte de auteur zelf met zijn Leica-camera.

## Inhoud en indeling
Het boek bevat een voorwoord met daarna 12 hoofdstukken.
De auteur onderscheidt drie Griekse perioden, die hun eigen facetten op het land werpen:
- Het antieke Griekenland
- Het  Byzantijnse Griekenland
- Het moderne Griekenland

## Beschrijving
- Van het antieke Griekenland beschrijft hij nadrukkelijk de overblijfselen in Athene, op Kreta en het paleis van Agamemnon te Mykene en het surrealistische eiland Santorini. In het antieke Griekenland stamden de heersers af van de goden, Agamemnon en Achilles. Helena was een dochter van Zeus. Mensen stamden af van de goden, maar hadden onderweg hun onsterfelijkheid verloren. In het klassieke theater van Epidaurus woont hij een hedendaagse opvoering van het toneelstuk  Agamemnon bij.

- Het Byzantijnse Griekenland komt aan bod met de reis naar de religieuze vrijstaat het schiereiland Athos met zijn 20 kloosters. Leden van het vrouwelijk geslacht zijn er verboden. Dat bespaart de bossen de schade die Oosterse geiten aanrichten, maar de monniken kunnen niet zonder kippen. Het Oosterse Christendom vertegenwoordigt de mystieke richting, terwijl de Romeinse Kerk gestoeld is op theologische bewijzen en de erfzondeleer aan de hand van kerkvader Augustinus. Het Klooster van Dafni geeft een treffend mozaïek. Een hand van God de Vader[2] laat langs een lichtstraal een duif los, de Heilige Geest, die neerdaalt op het hoofd van Christus.[3] Er is net als in de antieke oudheid een band tussen God en mens in de Oosterse kerk. Augustinus heeft door de erfzonde de mens van God vervreemd in de Westerse kerk.

- Het moderne Griekenland manifesteert zich in de moderne Griek die stamt uit, ondanks zijn religieuze verwantschap met Slavische volkeren, een unieke volk. De moderne Griek heeft geen innerlijk, maar gooit daarentegen al zijn emoties eruit. Hij wordt gedreven door zijn philotimo[4], een onbeschrijfbaar mengsel van emoties zoals trots, plicht en respect. De Griek haat de overheid maar is door alle eeuwen heen bereid om voor het vaderland te sterven. Twee Grieken betekent dat er minimaal drie politieke partijen zijn, want de Griek houdt van tegenspraak en het individualisme is zijn handelsmerk. De auteur beschrijft op Kreta zijn banden met de wereldberoemde Griekse auteur Nikos Kazantzakis.

- Over het land Griekenland schrijft de auteur dat de zon met het land een uniek huwelijk is aangegaan. Op een sombere dag is Griekenland als een weduwe. Europa begon in Griekenland, maar Griekenland hoort niet bij Europa.